# Rudiario
En Roma, se daba el nombre de rudiarios a los gladiadores que se separaban del oficio después de haber obtenido el rudio. 
Tras ello, los rudiarios tan solo combatían cuando esperaban algún premio de consideración. Depositaban el arma en el templo de Hércules que era la divinidad protectora de los gladiadores como señal de gracias por haberles conservado la vida. 